# Legió XIV Gemina

Mapa de l'imperi romà l'any 125 dC, sota l'emperador Hadrià, que mostra la LEGIO XIV G M V, estacionada al riu Danubi a Carnuntum (Petronell, Àustria), a la província de Pannonia Superior, des de l'any 106 dC fins al segle V

La Legió XIV Gemina (catorzena legió 'bessona') va ser una legió romana creada possiblement per Juli Cèsar l'any 57 aC quan anava a atacar la Gàl·lia Belga. Cèsar anomena una catorzena legió a la seva disposició abans d'atacar els nervis. Al cap d'uns tres anys va ser destruïda pels eburons dirigits per Ambiòrix. Cèsar la va reconstruir i va participar al setge d'Alèsia. Tenia com a emblema un capricorn i també una àliga, i a finals del segle iii només usava l'àliga.
Va ser present a Hispània i va lluitar al costat de Juli Cèsar contra Pompeu Magne a la batalla d'Ilerda l'any 49 aC. Després va marxar a Dirràquion, i segurament va lluitar en la batalla de Farsàlia. L'any 46 aC va participar en la campanya que Juli Cèsar va realitzar a l'Àfrica.
La legió es va dissoldre, però l'any 41 aC una altra Legió XIV, segurament la mateixa reconstituïda i d'aquí el nom de Gemina, va ser organitzada per Octavi amb la finalitat de lluitar contra Sext Pompeu que des de Sicília impedia el subministrament de blat a Roma.
L'any 35 aC Marc Vipsani Agripa havia acabat la guerra de Sicília vencent Sext Pompeu, i Octavi va utilitzar la legió per lluitar contra Marc Antoni, al que va derrotar en la batalla d'Àccium. La XIV Gemina es va reforçar amb legionaris procedents de les dissoltes legions de Marc Antoni.
La XIV Gemina va ser una de les legions que lluitaven sota el comandament de Tiberi contra Marobod, rei dels marcomans. Quan els romans van patir la derrota del bosc de Teutoburg l'any 9, es van reorganitzar els destins de les legions, i la XIV Gemina va ser traslladada a la Germània Superior, a Mogoncíacum (Magúncia), on compartia campament amb la XVI Gallica.
L'any 43 va ser una de les quatre legions que va acompanyar l'emperador Claudi a la invasió de Britànnia, amb la II Augusta, la IX Hispana i la XX Valeria Victrix. Ocupada inicialment l'illa, la XIV Gemina es va situar a Ratae Corieltauvorum (Leicester), i després es va moure fins a Viroconium, una ciutat situada a l'actual comtat de Shropshire. Va participar en la lluita contra Boudica, la reina dels icens cap a l'any 60 o 61, on va lluitar amb valentia i va rebre el títol de Martia Victrix ('victoriosa i beneïda per Mart'). Entre els anys 66 i 67 va ser traslladada al Danubi, quan s'organitzava una guerra contra els parts. Quan Galba es preparava per derrocar Neró, va ordenar que la XIV Gemina es quedés als Balcans, en un lloc indeterminat.
L'any dels quatre emperadors (69), Vitel·li, governador de la Germània Inferior, es va revoltar, Galba no va ser capaç de fer-hi front i va morir i Otó el va succeir. Les legions estacionades ala Balcans van fer costat a Otó, però la XIV Gemina no va arribar a temps per lluitar a la batalla de Bedríacum. Vitel·li, vencedor, va ser magnànim i va enviar la legió de tornada a Britànnia, i no va participar en la guerra entre aquest emperador i Vespasià. Molt poc després va tornar a Mogoncíacum, on va ser utilitzada per Quint Petil·li Cerial per lluitar contra Juli Civilis. Va compartir campament a Mogoncíacum amb la Legió I Adiutrix.
Quan el governador de la Germània Superior, Luci Antoni Saturní es va aixecar contra Domicià, la XIV Gemina i la XXI Rapax li van fer costat. La revolta no va tenir èxit, i la XXI Rapax va ser enviada a Pannònia. Quan els sàrmates van aniquilar aquesta legió, la XIV Gemina va anar a Pannònia a substituir-la, i es va situar a Vindobona (Viena). Des d'aquella ciutat va lluitar contra els sàrmates i els sueus. Va participar en les Guerres dàcies dirigides per Trajà (101-102, 105-106). Després de la victòria de l'emperador, els veterans de la legió es van establir a Sarmizegetusa Regia, i la legió es va instal·lar a Carnunt, vora el Danubi, on s'hi va estar durant més de tres segles. Algunes vexillationes de la legió van participar en les guerres d'Antoní Pius a la Mauritània Tingitana, i a les expedicions contra els parts de Luci Ver. Quan Marc Aureli va lluitar contra els marcomans tenia la base d'operacions am Carnunt, i la XIV Gemina va prendre part activa en tots els enfrontaments.
A Carnunt va ser proclamat emperador Septimi Sever, després de l'assassinat de Pèrtinax l'any 193. La XIV Gemina va ser una de les legions que li van donar suport, i va marxar amb l'emperador cap a Roma a lluitar contra Didi Julià. Va contribuir a la derrota de Pescenni Níger l'any 194 i probablement va lluitar a la campanya contra l'Imperi Part que va acabar amb el saqueig de Ctesifont l'any 198.
Després de la mort de l'emperador Valerià (260) la XIV Gemina donà suport a l'usurpador Regalià contra Gal·liè. Després va estar al costat de Gal·liè contra Pòstum I, emperador de la Gàl·lia, i pel seu extraordinari comportament Gal·liè li va donar el títol de VI Pia VI Fidelis ('sis vegades lleial, sis vegades fidel'). Quan Gal·liè va morir es van posar a favor de l'emperador de la Gàl·lia Marc Piavoni Victorí.
Als inicis del segle v la XIV Gemina seguia acantonada a Carnunt. La Notitia Dignitatum parla encara d'una unitat comitatensis anomenada Quartodecimani, probablement aquesta catorzena legió. Segurament va desaparèixer cap a l'any 430 quan van caure les defenses del Danubi.